# Jose Puthenveettil
Jose Puthenveettil (* 4. April 1961 in Edappally, Indien) ist ein indischer syro-malabarischer Geistlicher und Weihbischof in Faridabad.

## Leben
Jose Puthenveettil empfing am 26. Dezember 1987 das Sakrament der Priesterweihe.
Am 23. August 2013 ernannte ihn Papst Franziskus zum Titularbischof von Rusubbicari und zum Weihbischof im Großerzbistum Ernakulam-Angamaly. Die Bischofsweihe spendete ihm der syro-malabarische Großerzbischof von Ernakulam-Angamaly, George Kardinal Alencherry, am 21. September desselben Jahres; Mitkonsekratoren waren der Erzbischof von Tellicherry, George Valiamattam, und der Weihbischof im Großerzbistum Ernakulam-Angamaly, Sebastian Adayanthrath.
Am 30. August 2019 wurde seine Ernennung zum Weihbischof in Faridabad bekanntgegeben.